# Zevi Ghivelder
Zevi Ghivelder (Rio de Janeiro, 28 de abril de 1934) é um escritor e jornalista brasileiro. Foi diretor do grupo Manchete e diretor dos telejornais da extinta Rede Manchete de Televisão.

## Biografia e carreira
Zevi Ghivelder formou-se no curso de Direito, logo dedicando-se ao jornalismo. Em 1959, em parceria com Arnaldo Niskier e Arnaldo Cherzman, inaugurou o primeiro programa de TV judaico, chamado "Israel em foco", na TV Rio, com duração de 30 minutos.
Em 1962, se tornou um dos redatores do programa “Cassio Muniz Show”, na TV Tupi carioca e depois na TV Rio. Ainda nos anos 1960, trabalhou na versão carioca do telejornal “Edição Extra”, na Tupi. No anos 1960, trabalhou na Editora Bloch, na redação da revista Manchete. Já em 1969 lançou pela Editora Bloch seu livro “As Seis Pontas da Estrela”. Escreveu também “Missões em Israel” e “Sonetos Atentos”. Foi um dos jurados do Premio Esso de Jornalismo em 2004.
Pertencendo ao grupo de funcionários que participaram da criação da Rede Manchete em 1983, tornou-se diretor de jornalismo da emissora em 1987 e, com o “Jornal da Manchete”, conquistou sucesso de crítica e de publico, sendo este um programa jornalistico bastante assistido na época. Ainda na TV Manchete foi responsável pela produção de varias atrações da teledramaturgia: “Dona Beija”, “Tudo em Cima”, “Antônio Maria”, “Viver a Vida”, “Marquesa de Santos” e “Santa Marta Fabril S.A.”.
Zevi Ghivelder se notabilizou ainda, como tradutor teatral. Ele assina as versões de “No Lago Dourado” e “Tudo Bem no Ano que Vem”, que fez em parceria com o teatrólogo Flávio Rangel.
De ascendência judaíca,  é autor do romance "As Seis Pontas da Estrela" e do livro de reportagens "Missões em Israel", além de vários artigos sobre judeus e Israel.
É casado com a atriz Sônia Clara.